# Semnodactylus wealii
Semnodactylus wealii är en groddjursart som först beskrevs av George Albert Boulenger 1882.  Semnodactylus wealii ingår i släktet Semnodactylus och familjen gräsgrodor. IUCN kategoriserar arten globalt som livskraftig. Inga underarter finns listade i Catalogue of Life.